# Søren Schou
Søren Schou (født 21. december 1943) er en dansk litteraturforsker, der nu er professor emeritus fra Roskilde Universitetscenter siden 2008, hvor han arbejdede fra 1972. Schou blev uddannet som mag.art. i litteraturvidenskab i 1971 og har især arbejdet med 1900-tallet realistiske danske litteratur. Med Og andre forfattere (2001), der indbragte ham Georg Brandes-Prisen, har han fremdraget og rehabiliteret en række af 1950'ernes oversete forfattere. I tidsskriftartikler især i K&K har han diskuteret og introduceret nyere litteraturteori i en tilgængelig skrivestil, der ellers ikke er karakteristisk for tidsskriftets ofte svært tilgængelige facon. Talentet for formidling har han også udfoldet i litteraturhistoriske fremstillinger, bl.a. i Dansk litteraturs historie, bind 4 (2006). Schou har desuden arbejdet som anmelder på Information og Weekendavisen og som del af bedømmerpanelet ved Kritik og siddet i redaktionen i K&K, hvor han var med fra starten.

## Publikationer

### Dansk Litteratur
- Og Andre Forfattere , Roskilde Universitetsforlag, 2001
- Dansk realisme  1960-75 (1976), Medusa, 1976
- "Ganz, ganz unten og ganz, ganz oben : Jakob Ejersbo og middelklasserealismen, der blev væk", i Kritik 2004; Nr. 168-69, s. 90-94
- "Villy Sørensens aktualitet", i K&K , nr. , 19
- "Realismens mimesis..", i Realisme : Indlæg fra realismeseminar i Kolding , (red. Astrid Fosvold), Kolding : Syddansk Universitet, 2004. s. 9-23
- "Det nye ved nyrealismen", i Historier om nyere nordisk kunst og litteratur  (red. Anne Marie Mai ; Anne Borup) Gad, 1999. s. 303-322
- "Realisme og pretext", i Gensyn med realismen  (red. Jørgen Holmgaard), Medusa, 1996. s. 297-318